# Stefan Hübner
Stefan Hübner (* 13. Juni 1975 in Bielefeld) ist ein ehemaliger deutscher Volleyball-Nationalspieler, vierfacher Volleyballer des Jahres und heutiger Volleyballtrainer.

## Karriere als Spieler
Hübner begann mit dem Volleyballspiel als Neunjähriger in Hamburg beim 1. SC Norderstedt. Als Jugendlicher wechselte der gebürtige Bielefelder zum Eimsbütteler TV. Für diesen Verein spielte Hübner auch in der zweiten Liga. 1994 kehrte er zum 1. SC Norderstedt zurück. Dort spielte er zum ersten Mal in der 1. Bundesliga. In der folgenden Saison schlug der Mittelblocker für den Moerser SC auf. Zwei Jahre später nahm er mit der A-Nationalmannschaft an der EM in den Niederlanden teil. 1998 wechselte er zum SCC Berlin, mit dem er 2000 den DVV-Pokal gewann. Anschließend ging er nach Italien. In Loreto, Montichiari und schließlich Trentino entwickelte er sich zu einem der besten Mittelblocker in der starken italienischen Liga. Die deutschen Fans honorierten seine Leistungen, indem sie ihn 1998 und 1999 sowie 2001 und 2002 zum Volleyballer des Jahres wählten. 2005 musste er jedoch aufgrund mehrerer Verletzungen seine Karriere vorläufig beenden. Zusammen mit Thomas Kröger bildete er ein neues Duo im Beachvolleyball. Nebenbei arbeitete er beim deutschen Vizemeister evivo Düren als Co-Trainer und kommentierte bei Premiere die Champions-League-Spiele der deutschen Vereine. Im Frühjahr 2006 kehrte er in die Halle zurück und spielte eine Saison bei seinem vorherigen Verein Itas Diatec Trentino. Er wurde auch wieder in die Nationalmannschaft berufen, mit der er bei der WM in Japan sein nächstes großes Turnier absolvierte und den neunten Platz belegte. Bei der EM 2007 in Russland wurde das Team Fünfter. Von 2007 bis 2009 spielte Hübner bei Sisley Treviso. Mit der Nationalmannschaft erreichte er bei den Olympischen Spielen in Peking im August 2008 den neunten Platz. Mit der Saison 2009/10 in Perugia beendete Hübner als Challenge-Cup-Sieger seine italienische Auslandskarriere. Nach einer zweijährigen Pause gab er im September 2010 sein Comeback in der Nationalmannschaft, musste die WM in Italien aber verletzungsbedingt absagen.
Im Juni 2010 unterschrieb er einen Zweijahresvertrag beim deutschen Bundesligisten evivo Düren, bei dem er sich auch in der Sponsorenbetreuung und im Marketing einbringen sollte. Durch seine Verletzung konnte er allerdings erst im März 2011, gegen Ende der Bundesligahauptrunde 2010/11, erstmals für Düren auf dem Spielfeld stehen. Im Januar 2012 gab Hübner wegen anhaltender Verletzungsprobleme seinen Rücktritt vom aktiven Leistungssport bekannt.

## Karriere als Trainer
Seit November 2011 ist Stefan Hübner Co-Trainer der deutschen Volleyballnationalmannschaft der Männer. Von April 2012 bis 2013 war er auch Co-Trainer beim belgischen Verein Noliko Maaseik. In der Saison 2013/14 war er Cheftrainer beim Zweitligisten TSG Solingen Volleys. Seit 2014 trainiert Hübner den Erstligaaufsteiger SVG Lüneburg.

## Privates
Stefan Hübner ist seit 2012 mit der Volleyballerin und langjährigen Lebensgefährtin Angelina Grün verheiratet. 2014 wurde ihr gemeinsamer Sohn Jakob geboren, 2017 kam der zweite Sohn Benjamin zur Welt.